# Instituto de Pesquisas de Paz de Oslo
O Instituto de Pesquisas de Paz de Oslo (Peace Research Institute Oslo ou PRIO; em norueguês:  Institutt for fredsforskning) é uma instituição privada de pesquisa em estudos de paz e conflito, com sede em Oslo, Noruega, com cerca de 100 funcionários. Foi fundado em 1959 por um grupo de pesquisadores noruegueses liderados por Johan Galtung, que também foi o primeiro diretor do instituto (1959-1969). Publica o Journal of Peace Research, também fundado por Galtung.

## História e governança

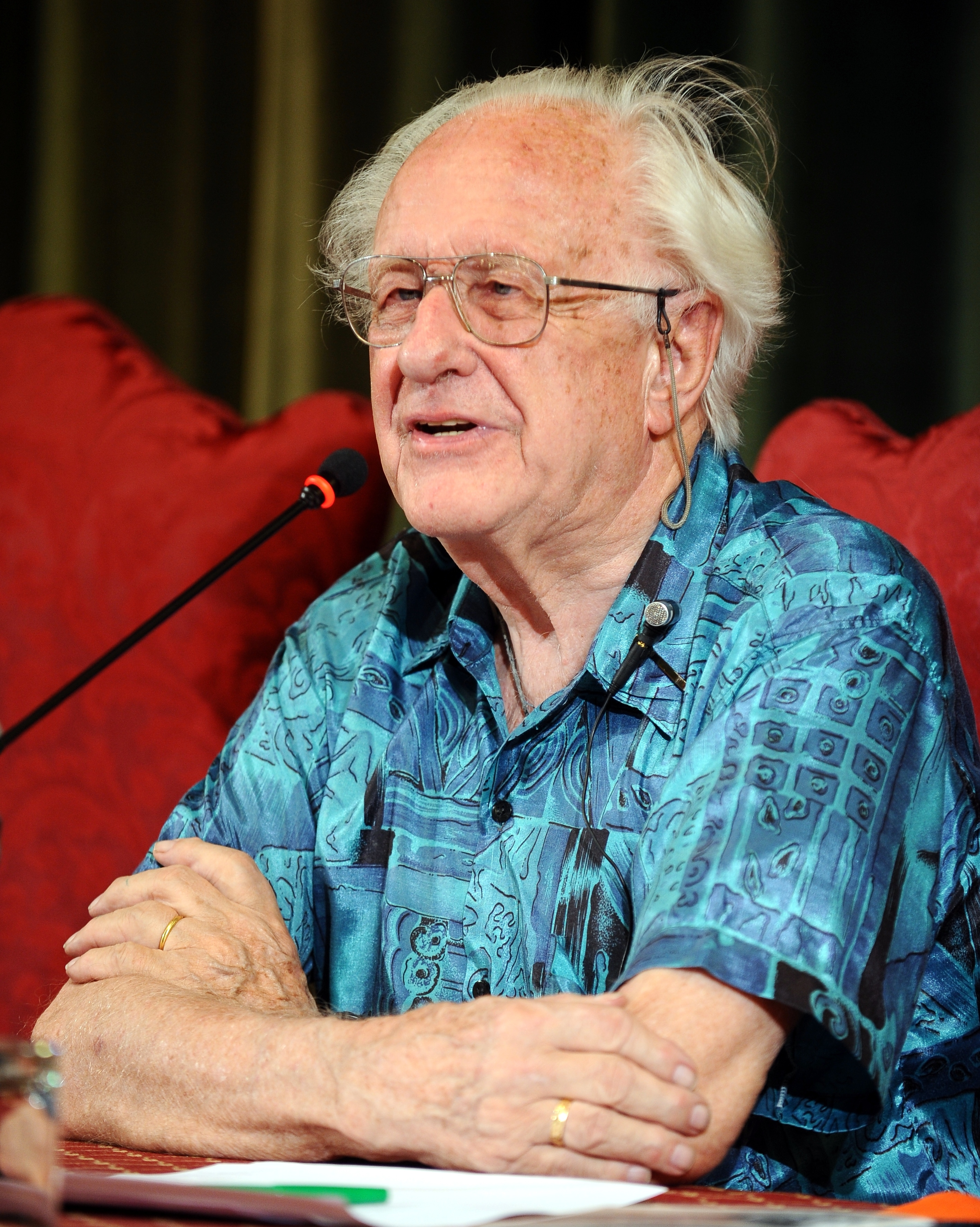
Johan Galtung, fundador e primeiro diretor do PRIO, é considerado o principal fundador dos estudos de paz e conflito, e cunhou o termo construção da paz

O PRIO foi fundado em 1959 por um grupo de pesquisadores noruegueses liderados por Johan Galtung. O instituto originalmente era um departamento do Instituto Norueguês de Pesquisa Social em Oslo e tornou-se um instituto independente em 1966. Foi um dos primeiros centros de pesquisa para a paz do mundo e é o único instituto de pesquisa para a paz da Noruega. O diretor do instituto desde 2017 é Henrik Urdal, com Torunn Tryggestad como vice-diretor. Desde 2005, o instituto está localizado no antigo edifício das fábricas de gás no centro de Oslo.
A PRIO é uma fundação independente, governada por um conselho de sete membros. O conselho inclui dois funcionários da PRIO, dois membros indicados pelo Conselho de Pesquisa da Noruega, um membro indicado pelo Instituto de Pesquisa Social, um pela Universidade de Oslo e um pela Nordic International Studies Association.

## Pesquisa
A finalidade do instituto, conforme formulado nos estatutos, é "realizar pesquisas sobre as condições de relações pacíficas entre nações, grupos e indivíduos". Os pesquisadores vêm de uma variedade de disciplinas nas ciências sociais e humanas, incluindo ciência política, sociologia, antropologia, psicologia, geografia humana, história, história da religião e filosofia. Os resultados da pesquisa são publicados principalmente como artigos em periódicos acadêmicos revisados por pares, antologias ou monografias, mas também como relatórios e artigos mais orientados para políticas públicas, como as séries internas da PRIO.
Aproximadamente 15 por cento do orçamento do instituto é composto por uma doação central do Conselho de Pesquisa da Noruega, e os 85 por cento restantes são financiados com base em projetos. Os dois maiores financiadores do projeto são o Conselho de Pesquisa da Noruega e o Ministério das Relações Exteriores da Noruega. Outros financiadores incluem a União Européia, o Banco Mundial e o Ministério da Defesa norueguês. Em 2009, a PRIO iniciou a fundação do Peace Research Endowment, com sede nos EUA.

## Educação
O PRIO fornece um número limitado de serviços de educação. A Escola de Pesquisa sobre Paz e Conflito é um centro de treinamento multidisciplinar, onde vários cursos são ministrados por acadêmicos visitantes. As instituições parceiras incluem a Universidade de Oslo e a Universidade Norueguesa de Ciência e Tecnologia. Os cursos concentram-se em redação acadêmica, metodologia de pesquisa e questões atuais.

## Discurso Anual de Paz do PRIO
Iniciado em 2010, o Discurso Anual de Paz da PRIO pretende conscientizar, estimular o debate público e aumentar a compreensão sobre as condições para a paz mundial. Convidando pesquisadores e outras pessoas com opiniões fortes sobre temas relacionados à paz, a ideia é desafiar a comunidade de pesquisadores da paz, sugerindo novas medidas e trazendo novas perspectivas sobre paz e guerra.
- 2010: Jon Elster: Justiça, Verdade, Paz
- 2011: John Lewis: O papel da não-violência na luta pela libertação
- 2012: Azar Gat: Paz para o nosso tempo?
- 2013: Jody Williams: O Poder do Ativismo Global
- 2014: Paul Collier: Conflito Civil: Quais são os riscos atuais e quais são as soluções realistas?
- 2015: John Mueller: Os perigos do alarmismo
- 2016: Francesca Borri: A Contribuição Jornalística para a Paz
- 2017: Obiageli Ezekwesili: Educação e Paz
- 2018: Debarati Guha-Sapir: A Epidemiologia dos Conflitos Armados
- 2019: Steven Pinker: Enlightenment Now!